# 鄭健和
鄭健和（てい けんわ、1974年9月 - ）は、香港の漫画家。漫画出版社「壹本創作有限公司」代表、主筆（作画監督）を担当する。日本のコミックに影響を受け、香港漫画の作画技法とを融合して「香港漫画の清泉」と呼ばれる。

## プロフィール
1992に、「鄺氏出版社」に所属し、アシスタントを担当する、1997年、温日良の「海洋創作有限公司」に入社、1999年にデビュー作の『魔神伝』を掲載、2003年に『武神鳳凰』で頭角を現す。
2006年に「海洋創作有限公司」から独立し、処女作は香港マンガの伝統のフルカラー薄装本を代わりに、単行本のモノクロ『火龍』掲載、好評をもらえながらも、4巻で打ち切り。その後フルカラーの『殺道行者』を連載する。『殺道行者』2016年に日本語に翻訳され、iTunesで掲載。
2009年、玉皇朝と協力作品として、短編『中華英雄前伝』を掲載。
2010年から、『封神紀』トリオを連載。2015年に杭州玄机科技信息技術有限公司と協力し、中国国内で3D アニメ化（中国名：『武庚紀』）。『封神紀』掲載する期間、短編作品『野狼與瑪莉』と『脱北者』を掲載。『野狼與瑪莉』は2016年に実写映画化。鄭健和は映画監督を担当。
2014年、『大軍閥』を掲載。
2015年6月、中国の名作『西遊記』の16年後、三蔵法師一行再び天竺へ「奇経」を返還に遠行の物語を描く『西遊』を掲載中。中国のネットで正規版として掲載（中国名：『西行紀』）。
鄭氏は日本漫画の表現の形式やふきだしなどの技法と香港漫画の作画技法を融合し、香港だけではなく台湾と中国国内も高く評価される。萎んでいる香港漫画市場環境で、中国や台湾で映画実写映画化や3Dアニメ化、ネット掲載など活躍している。

## 他の媒体作品

### 実写映画化
2015年5月に鄭健和の短編漫画『野狼與瑪莉』は、実写映画化（台湾名：『宅男女神殺人狂』）が発表された。2015年5月に台湾とマレイシアで公開。若手俳優張睿家、朱俊丞、連詩雅などが出演。鄭健和が初監督作品となる。

### 3Dアニメ
『封神紀』は2015年に杭州玄机科技信息技術有限公司と協力し、中国国内で3Dアニメ化（中国名：『武庚紀』）。第1期は30話予定。今騰訊視頻、嗶哩嗶哩で放送中。なお、『武庚紀』の名義で、正規版漫画としてオンライン掲載中。

## 作品リスト
| 名前         | 連載期間                      | 巻              | 出版社   | 担当         | 備考                                                         |
| ------------ | ----------------------------- | --------------- | -------- | ------------ | ------------------------------------------------------------ |
| 江湖大佬     |                               |                 | 鄺氏     | アシスタント |                                                              |
| 鬼書皇       |                               |                 | 鄺氏     | アシスタント |                                                              |
| 拳皇96       | 1996年11月16日〜1997年7月26日 | 全36巻          | 鄺氏     | 作画         |                                                              |
| 凶獣武者     | 1997年7月                     | 全1巻           | 海洋     | アシスタント |                                                              |
| 凶獣武者 II  | 1998年3月                     | 全5巻           | 海洋     | 作画         |                                                              |
| 足球神射手   | 1998年7月                     | 全4巻           | 海洋     | 作画         |                                                              |
| 風雷         | 1998年8月                     | 全40巻          | 海洋     | 作画         |                                                              |
| 風雷 II      | 1999年5月                     | 全10巻          | 海洋     | 作画         |                                                              |
| 魔神伝       | 1999年9月                     | 全3巻           | 海洋     | 作画         |                                                              |
| 天煞狂刀     | 1999年10月                    | 全48巻          | 海洋     | 作画         |                                                              |
| 魔神伝 II    | 2000年7月                     | 全6巻           | 海洋     | 作画         |                                                              |
| 魔神伝 III   | 2001年5月                     | 全33巻          | 海洋     | 作画         |                                                              |
| 絶地天行     | 2002年11月                    | 全8巻           | 海洋     | 作画         |                                                              |
| 風林火山     | 2003年3月                     | 全3巻           | 海洋     | 作画         |                                                              |
| 暴拳凶星     | 2003年6月                     | 全4巻           | 海洋     | 作画監督     |                                                              |
| 武神鳳凰     | 2003年7月                     | 全138巻         | 海洋     | 作画監督     |                                                              |
| 火龍         | 2006年3月                     | 4巻（打ち切り） | 壹本創作 | 作画監督     | モノクロコミックス版                                         |
| 殺道行者     | 2007年2月1日〜2010年9月16日   | 全190巻         | 壹本創作 | 作画監督     | 邦題『信の拳』で日本語に翻訳しiTunesで掲載                   |
| 中華英雄前傳 | 2009年7月31日〜2009年11月11日 | 全12巻          | 玉皇朝   | 作画監督     |                                                              |
| 封神紀       | 2010年9月30日〜2011年6月16日  | 全38巻          | 壹本創作 | 作画監督     | 2015年に中国で3D アニメ化（中国名：『武庚紀』）              |
| 野狼與瑪莉   | 2011年6月23日〜2011年7月7日   | 全3巻           | 壹本創作 | 作画監督     | 2016年実写映画化された                                       |
| 封神紀II     | 2011年7月14日〜2012年9月27日  | 全64巻          | 壹本創作 | 作画監督     |                                                              |
| 脱北者       | 2012年10月4日〜2012年10月18日 | 全3巻           | 壹本創作 | 作画監督     |                                                              |
| 封神紀III    | 2012年10月24日〜2014年5月1日  | 全80巻          | 壹本創作 | 作画監督     |                                                              |
| 大軍閥       | 2014年5月15日〜2015年5月28日  | 全55巻          | 壹本創作 | 作画監督     |                                                              |
| 西遊         | 2015年6月11日から             |                 | 壹本創作 | 作画監督     | 中国の正規版漫画としてでネットで掲載中（中国名：『西行紀』） |

## 関連の項目
- 香港の漫画